# آندری اشتوهارنکو
آندری اشتوهارنکو (اوکراینی: Андрій Якович Штогаренко؛ ۲ اکتبر ۱۹۰۲ – ۱۵ نوامبر ۱۹۹۲) آهنگساز اهل اتحاد جماهیر شوروی سوسیالیستی بود.
وی همچنین برندهٔ جوایزی همچون نشان لنین، جایزه هنرمند مردمی اتحاد جماهیر شوروی، قهرمان کار سوسیالیست، نشان پرچم سرخ کار، و نشان انقلاب اکتبر شده‌است.

## کارهای معروف
- لنین در سراسر این سیاره قدم می‌زند (۱۹۶۷)
- کانتاتا، هشتصدمین سالگرد مسکو (۱۹۵۴)
- جاده اکتبر (۱۹۷۷)
- قصیده ای برای حزب کمونیست (۱۹۷۷)
- ۶ سمفونی
- رقص‌های سمفونیک (۱۹۸۰)